# وزارة
الوِزَارَةُ اصطلاحا ذراع حكومي مسؤول ومختص بتسيير إحدى القطاعات وإدارتها بشكل يتماشى مع سياسات الحكومة وتتبع غالبا إلى مجلس الوزراء ورئيس الوزراء ويلحق بالوزارة عادة عدد من الأقسام والوكالات والمكاتب واللجان الاستشارية والأجهزة التنفيذية تقع تحت إدارة شخص يسمى وزير وهو المنصب الأعلى في الوزارة.
لغة: من حكمة وزر "أي المساعدة والمساندة "
وقديما تسمي الوزارة عند العرب ديوان.

## أنواع الوزارات
تختلف الوزارات من دولة إلى أخرى لكن هناك وزارات مشتركة بين معظم الدول وهي:
- وزارة التربية والتعليم
- وزارة الصحة
- وزارة الدفاع
- وزارة الخارجية
- وزارة المالية
- وزارة الشباب والرياضة
- وزارة التعليم العالي
- وزارة الداخلية
- وزارة الكهرباء والماء
- وزارة الاشغال العامه
- وزارة الصحة العامة
- وزارة الشئون الاجتماعية
- وزارة الطاقة
- وزارة التجارة العامة
- وزارة الصناعة
- وزارة الدعم والتموين
- وزارة الثقافة والآداب
- وزارة الاعلام
- وزارة شئون مجلس الوزراء
- وزارة شئون مجلس النواب والشوري
- وزارة العدل
- وزارة الاوقاف وشئون الحج
- وزارة البطالة
- وزارة النفط والغاز
- وزارة الانتخابات والشؤون الحزبية
- وزارة البلدية والشؤون القروية

## مسميات الوزارات
تختلف مسميات الوزارات كذلك من دولة إلى أخرى ففي أمريكا وسويسرا تسمى دوائر، وفي هونغ كونغ تسمى مكاتب وفي المكسيك تسمى أمانات بينما في الإتحاد السوفييتي سابقاً كان يطلق عليها مسمى مفوضيات الشعب.

## ملحوظات

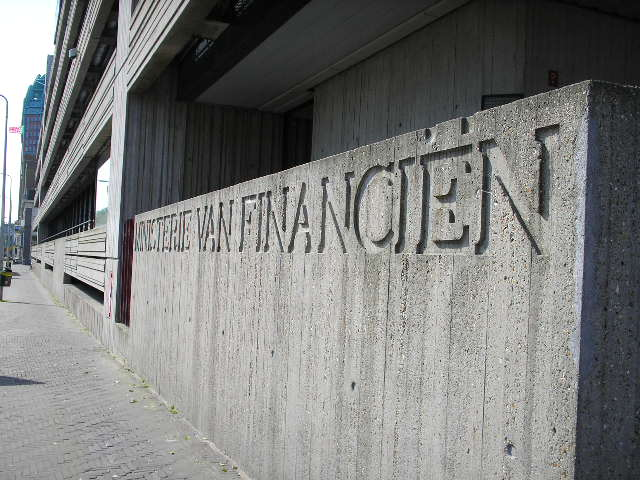

1. ↑  الوِزارة (بكسر الواو) والوَزارة (بفتح الواو)[1]، وكسر الواو (وِزارة) أجوَد وأعلىٰ.[2] [3] قال ابنُ منظور في معجم لسان العرب: الوَزِيرُ: حَبَأُ المَلِكِ (جليسه وخاصّته) الذي يحمل ثِقْلَه ويعينه برأْيه، وقد اسْتَوْزَرَه، وحالَتُه الوَزارَةُ‌ والوِزارَةُ‌، والكسر أَعلىٰ.[4]